# Alessandro Gentile
Alessandro Gentile (Maddaloni, 12 novembre 1992) è un cestista italiano, di ruolo guardia-ala.
In Italia ha militato nell'Olimpia Milano dal 2011 al 2016, con la quale ha vinto due campionati (2014 e 2016), una Coppa Italia (2016) e una Supercoppa Italiana (2016). 
È stato selezionato con la 53ª scelta assoluta al Draft NBA 2014 dai Minnesota Timberwolves, che hanno immediatamente ceduto i diritti agli Houston Rockets, ma non ha successivamente mai giocato in NBA.

## Biografia
È figlio di Ferdinando Gentile, fratello minore di Stefano, nipote di Immacolata e Guido, anch'essi tutti cestisti.

## Carriera

### Club

#### Giovanili (2000-2009)
Inizia a giocare nel 2000, per poi temporaneamente smettere di giocare.
Nel 2006 viene ingaggiato dalla Virtus Bologna, venendo inserito nelle giovanili della squadra.
Nel 2007 firma con la Benetton Treviso. Nella stagione 2007-2008 arriva con la Benetton fino alla finale scudetto Under-18. Nella stagione successiva ha vinto lo scudetto Under-19, segnando 33 punti nella finale contro la Montepaschi Siena.

#### Treviso (2009-2011)
Ha esordito in prima squadra con Treviso nella stagione 2009-2010, collezionando 20 presenze in campionato e 3 nei play-off, con una media di 3,3 punti in 10,4 minuti di utilizzo. Ha realizzato un career-high di 23 punti contro la Pepsi Caserta. Nella stagione 2010-2011 ha giocato 28 partite di stagione regolare e 7 di play-off, con una media di quasi 9 punti a partita. È stato inoltre convocato per l'All Star Game di Serie A. A fine della stagione viene eletto miglior giocatore Under-22 del campionato (si ripeterà nel 2013-2014).

#### Olimpia Milano (2011-2016)
Il 17 dicembre 2011 firma con l'Olimpia Milano. Debutta a Belgrado in Eurolega il 22 dicembre nella vittoria per 66-72 contro il Partizan. Gentile disputa 11 minuti, senza realizzare punti. Debutta in campionato il 26 dicembre contro la Bennet Cantù; Milano perde 79-54, Gentile disputa 22 minuti mettendo a segno 5 punti. Il 9 giugno 2012, dopo gara-1 della finale scudetto, è diventato il terzo giocatore più giovane della storia del basket italiano a partire in quintetto base in una finale scudetto. Il 30 dicembre 2012 ha segnato un career-high di 24 punti contro la Pallacanestro Biella. Successivamente ha segnato 22 punti contro la Montepaschi Siena e 22 punti contro la Reyer Venezia. Il 6 aprile 2013, nella partita contro la Victoria Libertas Pesaro, ha superato quota 1000 punti in carriera. Il 28 aprile 2013, nella partita contro la Pallacanestro Cantù, ha segnato un nuovo career-high di 25 punti, di cui 16 nel primo quarto. Il 5 maggio 2013, contro la Dinamo Sassari, ha distribuito 10 assist. Prima dell'inizio della stagione 2013-2014 viene nominato nuovo capitano dell'Olimpia, diventando così il più giovane capitano nella storia della squadra milanese; ha cambiato inoltre numero di maglia, indossando il 5 che fu di suo padre. Nella gara in casa contro il Barcellona ha realizzato un career-high di 24 punti in Eurolega.
Al Draft NBA 2014 viene selezionato al secondo giro dai Minnesota Timberwolves come 53ª scelta assoluta, che cedono i suoi diritti agli Houston Rockets in cambio di 1,5 milioni di dollari. Il giorno successivo conquista lo scudetto grazie al successo contro la Montepaschi Siena. Viene inoltre nominato miglior giocatore delle finali scudetto.
Nella stagione 2014-15 viene condizionato molto da problemi fisici, ma ritorna nella sua massima forma fisica e mentale per i play-off e dimostra la sua superiorità nei quarti di finale contro la Granarolo Bologna ma soprattutto riportando sulla parità una Olimpia Milano quasi ormai caduta contro Dinamo Sassari. Sotto per 3-1 nella serie, Gentile riesce a trovare due ottime prestazioni in gara 5 e gara 6 mettendo a referto rispettivamente 25 e 21 punti, riuscendo con il suo contributo a portare la serie a gara 7, dove Milano soccombe dopo un overtime per 86-81, perdendo quindi la possibilità di difendere nella finale lo scudetto conquistato l'anno precedente.
Le due stagioni con Coach Luca Banchi alla guida dell'Olimpia Milano sono le migliori dell'intera carriera di Alessandro Gentile, quello sarebbe potuto essere il suo momento ideale per il grande salto nella Nba, ma la sconfitta con la Dinamo Sassari lo spinge a restare un'altra stagione all'Olimpia.
La stagione 2015-16 si apre con il cambio di coach alla guida delle "furie rosse", dove arriva Jasmin Repeša, ed è proprio il coach croato a diminuire il minutaggio di Gentile, ridimensionandone il gioco e ruolo all'interno della squadra: sebbene la stagione si concluderà con la conquista dello scudetto e coppa Italia con l'Olimpia Milano, le sue prestazioni non sono più le stesse degli anni precedenti, e questo agli occhi degli scout NBA ne diminuisce l'interesse.
Al termine della stagione, dopo aver inizialmente dichiarato di voler andare a giocare in NBA con gli Houston Rockets dell'ex coach di Milano Mike D'Antoni, rimane infine a Milano poiché l'ingaggio non si concretizza. A inizio stagione Gentile conquista un altro trofeo vincendo la Supercoppa 2016, battendo in finale Avellino e mettendo in bacheca il quarto trofeo con l'Olimpia Milano.
Tuttavia in ottobre Gentile manifesta il proprio malcontento per il mancato arrivo in NBA con varie dichiarazioni: la società meneghina decide di punirlo revocandogli la fascia da capitano, che passa al compagno di squadra e di Nazionale Andrea Cinciarini.
A gennaio del 2016 subisce il terzo infortunio della stagione sportiva, che lo obbliga ad un intervento alla mano destra e ad una convalescenza di due mesi
Il 5 dicembre, Gentile concorda con il presidente Livio Proli di porre fine al matrimonio con l'Olimpia Milano e lascia la squadra, chiudendo la stagione in prestito all'estero.

#### Panathīnaïkos e Hapoel Gerusalemme (2016-2017)
Il 19 dicembre 2016, il Panathīnaïkos ufficializza il prestito per la restante parte di stagione di Gentile.
Qui vince la Coppa di Grecia 2017, ma il 7 marzo 2017, dopo meno di tre mesi in cui segna poco più di tre punti di media a partita, arriva la risoluzione del contratto col club greco.
Tornato a Milano ad allenarsi, il 3 aprile 2017 firma fino alla fine della stagione col club israeliano dell'Hapoel Gerusalemme, allenato dall'ex coach della Nazionale italiana Simone Pianigiani, con il quale raggiunge i playoff e vince in seguito il titolo nazionale.

#### Virtus Bologna (2017-2018)
Il 18 luglio 2017, Alessandro Gentile firma per la Virtus Bologna, raggiungendo così suo fratello Stefano.
A gennaio 2018, sul finire del terzo quarto contro Trento, ha luogo una rissa in campo fra il messicano Gutiérrez e Stefano Gentile, nella quale interviene anche il fratello Alessandro. Il fatto si conclude con la penalità di due giornate di squalifica per Gutiérrez e di tre per Alessandro Gentile.

#### Estudiantes Madrid e Aquila Trento (2018-2021)
Dopo esser stato tagliato dagli Houston Rockets, in quanto non rientrava nei piani della società texana, il 30 ottobre 2018 Gentile si accorda con l'Estudiantes, seconda squadra di Madrid e militante in Liga ACB, con un contratto valido fino al termine della stagione. A marzo, durante la partita con l'UCAM Murcia, rimane vittima di un infortunio di gioco che lo tiene lontano dal gioco per due mesi e mette a rischio la sua partecipazione al mondiale Ai primi di maggio ritorna in campo per venti minuti, giocando contro il Real Madrid, e riacquista pienamente la sua forma nella vittoria contro l'Obradoiro. Il mese seguente chiude l'esperienza con l'Estudiantes Madrid, in attesa di un nuovo ingaggio.
Dopo un'estate da free-agent, il 26 settembre 2019 Gentile firma un contratto biennale con l'Aquila Trento. Il 6 luglio del 2020 rescinde consensualmente il proprio contratto con la società trentina.
Il 28 settembre 2020, Gentile torna all'Estudiantes Madrid con un contratto di tre mesi, che il 10 dicembre viene prorogato fino a fine stagione.

#### Esperienze successive (2021-)
Il 25 giugno 2021, Gentile torna a calcare i parquet italiani siglando un contratto annuale per la stagione 2021-2022 con la Pall. Varese. Ha dichiarato di soffrire di depressione e di aver trovato un aiuto fondamentale in una psichiatra ed una psicologa. Il 27 gennaio 2022 rescinde il proprio contratto con la squadra lombarda; lo stesso giorno la compagine pugliese della N.B. Brindisi annuncia l'ingaggio del cestista nativo di Maddaloni, con un contratto sino al termine della stagione. Il suo rapporto con il club brindisino non è dei migliori e a fine stagione le parti non rinnovano.
Nell'estate del 2022 subisce un brutto infortunio e rimane fermo per la prima parte della stagione: solo il 13 dicembre 2022 viene annunciata la sua firma con l'Amici Pall. Udinese, militante in Serie A2 con contratto fino alla fine della stagione. A Udine ritrova coach Boniciolli ma solo per un paio di settimane, il coach viene infatti sollevato dal suo incarico il 20 dicembre 2022.
Nell'agosto del 2023 firma un contratto biennale con il club campano dello Scafati Basket, militante in Serie A. Al termine della prima stagione 2023/24, Scafati annuncia di aver esercitato l'opzione sul contratto per uscire dall'accordo con il giocatore.

### Nazionale
Nel luglio 2011 ha vinto con l'Italia under 20 la medaglia d'argento dei campionati europei di categoria. Ha inoltre vestito le maglie della Nazionale Under-16 e Under-18, con cui ha disputato i rispettivi Europei di categoria.
Il 13 marzo 2011 ha esordito in Nazionale maggiore, disputando l'All Star Game contro la selezione dei migliori giocatori stranieri della Serie A. Il 16 dicembre 2012 ha disputato la sua seconda partita, sempre in occasione dell'All Star Game segnando 18 punti. Nel 2013 partecipa agli Europei in Slovenia risultando il miglior realizzatore dell'Italia, con 14.2 punti di media.
Nel 2015 partecipa agli Europei. La squadra arriva ai quarti di finale, dove viene sconfitta dalla Lituania. Chiude la competizione con 16.8 punti di media a partita, con un massimo di 27 toccato nella partita valida per gli ottavi di finale vinta contro Israele.
Nel 2016 partecipa con la Nazionale italiana al torneo di qualificazione di Torino per le Olimpiadi di Rio de Janeiro ma il 9 luglio viene battuto in finale dalla Croazia.
A causa della sua negativa ultima stagione, in cui ha pure giocato relativamente poco, non viene convocato per gli Europei 2017. Ha commentato questo decisione del ct definendola "Giusta" e "uno stimolo da cui ripartire".

## Statistiche

### Club
| † | Denota le stagioni in cui ha vinto il titolo |

#### Stagione regolare
| Anno       | Squadra        | PG  | PT | MP   | TC%  | 3P%  | TL%  | RP  | AP  | PRP | SP  | PP   |
| ---------- | -------------- | --- | -- | ---- | ---- | ---- | ---- | --- | --- | --- | --- | ---- |
| 2009-2010  | Pall. Treviso  | 20  | 5  | 9,8  | 59,0 | 33,3 | 57,1 | 1,2 | 0,5 | 0,5 | 0,1 | 3,2  |
| 2010-2011  | Pall. Treviso  | 28  | 17 | 21,7 | 56,4 | 31,4 | 70,7 | 2,8 | 1,2 | 1,3 | 0,3 | 8,1  |
| 2011-2012  | Pall. Treviso  | 10  | 9  | 27,6 | 53,8 | 31,9 | 79,4 | 4,2 | 1,4 | 1,6 | 0,4 | 12,8 |
| 2011-2012  | Olimpia Milano | 22  | 10 | 18,9 | 43,9 | 26,5 | 75,5 | 3,8 | 1,3 | 0,4 | 0,3 | 7,4  |
| 2012-2013  | Olimpia Milano | 24  | 13 | 22,5 | 51,6 | 26,2 | 76,1 | 3,5 | 2,2 | 0,9 | 0,4 | 11,2 |
| 2013-2014† | Olimpia Milano | 27  | 24 | 24,1 | 51,2 | 37,7 | 76,3 | 3,5 | 2,9 | 0,9 | 0,2 | 11,2 |
| 2014-2015  | Olimpia Milano | 27  | 22 | 26,8 | 57,7 | 30,2 | 83,9 | 4,5 | 3,4 | 0,9 | 0,1 | 12,3 |
| 2015-2016† | Olimpia Milano | 17  | 12 | 22,4 | 52,9 | 29,6 | 63,7 | 2,9 | 2,9 | 0,8 | 0,1 | 12,5 |
| 2016-2017  | Olimpia Milano | 6   | 4  | 19,6 | 46,0 | 0,0  | 57,6 | 3,8 | 3,2 | 1,3 | 0,8 | 9,5  |
| 2016-2017  | Panathīnaïkos  | 8   | 2  | 15,3 | 58,3 | 0,0  | 30,8 | 2,5 | 1,6 | 0,6 | 0,4 | 5,8  |
| 2016-2017† | H. Gerusalemme | 6   | 2  | 16,5 | 38,0 | 0,0  | 46,2 | 3,3 | 2,5 | 0,5 | 0,2 | 5,6  |
| 2017-2018  | Virtus Bologna | 24  | 24 | 29,8 | 50,0 | 21,5 | 57,7 | 6,3 | 3,4 | 1,1 | 0,6 | 16,8 |
| 2018-2019  | Estudiantes    | 22  | 18 | 24,9 | 51,3 | 28,0 | 59,5 | 6,9 | 4,1 | 1,6 | 0,5 | 15,2 |
| 2019-2020  | Aquila Trento  | 20  | 9  | 26,2 | 47,7 | 31,8 | 50,7 | 4,4 | 2,7 | 0,9 | 0,5 | 15,1 |
| 2020-2021  | Estudiantes    | 17  | -  | 24,6 | 43,1 | 20,7 | 71,4 | 4,8 | 3,1 | 0,9 | 0,3 | 11,7 |
| 2021-2022  | Pall. Varese   | 11  | -  | 28,9 | 43,0 | 21,6 | 55,1 | 4,4 | 3,8 | 0,6 | 0,5 | 14,0 |
| 2021-2022  | N.B. Brindisi  | 12  | -  | 24,7 | 46,0 | 33,3 | 79,2 | 5,2 | 2,7 | 0,7 | 0,2 | 11,8 |
| 2023-2024  | Scafati Basket | 28  | -  | 22,5 | 50,4 | 15,4 | 70,8 | 4,1 | 3,2 | 0,7 | 0,4 | 9,9  |
| Carriera   | Carriera       | 324 | -  | 23,1 | 46,1 | 28,6 | 68,6 | 3,9 | 2,4 | 0,8 | 0,3 | 11,1 |

### Eurolega
| Anno      | Squadra        | PG | PT | MP   | TC%  | 3P%  | TL%  | RP  | AP  | PRP | SP  | PP   |
| --------- | -------------- | -- | -- | ---- | ---- | ---- | ---- | --- | --- | --- | --- | ---- |
| 2011-2012 | Olimpia Milano | 7  | 5  | 17,5 | 28,6 | 26,7 | 100  | 1,9 | 1,1 | 0,1 | 0,3 | 4,6  |
| 2012-2013 | Olimpia Milano | 8  | 0  | 12,5 | 43,9 | 40,0 | 80,0 | 1,4 | 0,9 | 0,4 | 0,2 | 6,2  |
| 2013-2014 | Olimpia Milano | 21 | 16 | 25,0 | 44,3 | 33,3 | 64,1 | 2,4 | 2,3 | 0,8 | 0,1 | 11,4 |
| 2014-2015 | Olimpia Milano | 20 | 19 | 27,5 | 42,9 | 30,6 | 77,7 | 3,0 | 2,5 | 0,6 | 0,0 | 14,3 |
| 2015-2016 | Olimpia Milano | 6  | 6  | 30,1 | 44,9 | 28,0 | 71,4 | 3,5 | 4,2 | 1,0 | 0,3 | 20,0 |
| 2016-2017 | Olimpia Milano | 9  | 8  | 22,9 | 45,8 | 21,4 | 56,2 | 3,0 | 2,4 | 1,1 | 0,3 | 10,8 |
| 2016-2017 | Panathīnaïkos  | 9  | 8  | 13,2 | 34,2 | 20,0 | 22,2 | 2,2 | 0,6 | 0,3 | 0,2 | 3,2  |
| Carriera  | Carriera       | 80 | 62 | 22,5 | 42,7 | 30,7 | 69,0 | 2,6 | 2,1 | 0,7 | 0,2 | 10,7 |

### Eurocup
| Anno      | Squadra        | PG | PT | MP   | TC%  | 3P%  | TL%  | RP  | AP  | PRP | SP  | PP   |
| --------- | -------------- | -- | -- | ---- | ---- | ---- | ---- | --- | --- | --- | --- | ---- |
| 2009-2010 | Pall. Treviso  | 4  | 2  | 14,9 | 41,7 | 33,3 | 75,0 | 3,2 | 0,8 | 0,8 | 0,0 | 6,5  |
| 2010-2011 | Pall. Treviso  | 16 | 7  | 18,0 | 39,8 | 33,3 | 77,3 | 2,2 | 1,0 | 0,6 | 0,0 | 7,7  |
| 2011-2012 | Pall. Treviso  | 5  | 5  | 32,5 | 45,5 | 39,1 | 72,7 | 6,6 | 1,4 | 1,2 | 0,2 | 15,0 |
| 2015-2016 | Olimpia Milano | 4  | 3  | 22,0 | 35,1 | 16,7 | 57,1 | 2,0 | 2,2 | 0,8 | 0,0 | 9,2  |
| 2019-2020 | Aquila Trento  | 13 | 8  | 23,8 | 46,1 | 16,7 | 72,0 | 4,0 | 2,6 | 0,5 | 0,2 | 13,9 |
| Carriera  | Carriera       | 42 | 25 | 21,6 | 43,0 | 29,2 | 72,4 | 3,4 | 1,6 | 0,7 | 0,1 | 10,5 |

### Cronologia presenze e punti in Nazionale
| Cronologia completa delle presenze e dei punti in Nazionale - Italia | Cronologia completa delle presenze e dei punti in Nazionale - Italia | Cronologia completa delle presenze e dei punti in Nazionale - Italia | Cronologia completa delle presenze e dei punti in Nazionale - Italia | Cronologia completa delle presenze e dei punti in Nazionale - Italia | Cronologia completa delle presenze e dei punti in Nazionale - Italia | Cronologia completa delle presenze e dei punti in Nazionale - Italia | Cronologia completa delle presenze e dei punti in Nazionale - Italia |
| Data                                                                 | Città                                                                | In casa                                                              | Risultato                                                            | Ospiti                                                               | Competizione                                                         | Punti                                                                | Note                                                                 |
| -------------------------------------------------------------------- | -------------------------------------------------------------------- | -------------------------------------------------------------------- | -------------------------------------------------------------------- | -------------------------------------------------------------------- | -------------------------------------------------------------------- | -------------------------------------------------------------------- | -------------------------------------------------------------------- |
| 13/03/2011                                                           | Milano                                                               | Italia                                                               | 90 - 88                                                              | World Stars                                                          | All Star Game                                                        | 5                                                                    | [ 40 ]                                                               |
| 16/02/2012                                                           | Biella                                                               | Italia                                                               | 107 - 92                                                             | World Stars                                                          | All Star Game                                                        | 18                                                                   | [ 41 ]                                                               |
| 07/08/2013                                                           | Trento                                                               | Italia                                                               | 85 - 69                                                              | Georgia                                                              | Torneo amichevole                                                    | 8                                                                    | [ 42 ]                                                               |
| 08/08/2013                                                           | Trento                                                               | Italia                                                               | 67 - 64                                                              | Israele                                                              | Torneo amichevole                                                    | 13                                                                   | [ 43 ]                                                               |
| 09/08/2013                                                           | Trento                                                               | Italia                                                               | 76 - 65                                                              | Polonia                                                              | Torneo amichevole                                                    | 17                                                                   | [ 44 ]                                                               |
| 17/08/2013                                                           | Anversa                                                              | Belgio                                                               | 76 - 57                                                              | Italia                                                               | Torneo amichevole                                                    | 4                                                                    | [ 45 ]                                                               |
| 18/08/2013                                                           | Anversa                                                              | Italia                                                               | 74 - 78                                                              | Israele                                                              | Torneo amichevole                                                    | 0                                                                    | [ 46 ]                                                               |
| 19/08/2013                                                           | Anversa                                                              | Italia                                                               | 79 - 82                                                              | Polonia                                                              | Torneo amichevole                                                    | 12                                                                   | [ 47 ]                                                               |
| 22/08/2013                                                           | Capodistria                                                          | Italia                                                               | 89 - 73                                                              | Montenegro                                                           | Torneo amichevole                                                    | 13                                                                   | [ 48 ]                                                               |
| 24/08/2013                                                           | Capodistria                                                          | Slovenia                                                             | 82 - 84                                                              | Italia                                                               | Torneo amichevole                                                    | 17                                                                   | [ 49 ]                                                               |
| 27/08/2013                                                           | Atene                                                                | Italia                                                               | 63 - 79                                                              | Lituania                                                             | Torneo Acropolis 2013                                                | 7                                                                    | [ 50 ]                                                               |
| 28/08/2013                                                           | Atene                                                                | Italia                                                               | 62 - 73                                                              | Bosnia ed Erzegovina                                                 | Torneo Acropolis 2013                                                | 0                                                                    | [ 51 ]                                                               |
| 29/08/2013                                                           | Atene                                                                | Grecia                                                               | 79 - 65                                                              | Italia                                                               | Torneo Acropolis 2013                                                | 9                                                                    | [ 52 ]                                                               |
| 04/09/2013                                                           | Capodistria                                                          | Russia                                                               | 69 - 76                                                              | Italia                                                               | EuroBasket 2013 - Fase a gironi                                      | 8                                                                    | [ 53 ]                                                               |
| 05/09/2013                                                           | Capodistria                                                          | Italia                                                               | 90 - 75                                                              | Turchia                                                              | EuroBasket 2013 - Fase a gironi                                      | 20                                                                   | [ 54 ]                                                               |
| 07/09/2013                                                           | Capodistria                                                          | Italia                                                               | 62 - 44                                                              | Finlandia                                                            | EuroBasket 2013 - Fase a gironi                                      | 9                                                                    | [ 55 ]                                                               |
| 08/09/2013                                                           | Capodistria                                                          | Grecia                                                               | 72 - 81                                                              | Italia                                                               | EuroBasket 2013 - Fase a gironi                                      | 16                                                                   | [ 56 ]                                                               |
| 09/09/2013                                                           | Capodistria                                                          | Svezia                                                               | 79 - 82                                                              | Italia                                                               | EuroBasket 2013 - Fase a gironi                                      | 19                                                                   | [ 57 ]                                                               |
| 12/09/2013                                                           | Lubiana                                                              | Slovenia                                                             | 84 - 77                                                              | Italia                                                               | EuroBasket 2013 - Fase a gironi                                      | 20                                                                   | [ 58 ]                                                               |
| 14/09/2013                                                           | Lubiana                                                              | Croazia                                                              | 76 - 68                                                              | Italia                                                               | EuroBasket 2013 - Fase a gironi                                      | 0                                                                    | [ 59 ]                                                               |
| 16/09/2013                                                           | Lubiana                                                              | Spagna                                                               | 86 - 81                                                              | Italia                                                               | EuroBasket 2013 - Fase a gironi                                      | 25                                                                   | [ 60 ]                                                               |
| 19/09/2013                                                           | Lubiana                                                              | Lituania                                                             | 81 - 77                                                              | Italia                                                               | EuroBasket 2013 - Quarti                                             | 15                                                                   | [ 61 ]                                                               |
| 20/09/2013                                                           | Lubiana                                                              | Italia                                                               | 58 - 66                                                              | Ucraina                                                              | EuroBasket 2013 - Semifinale 5º-8º posto                             | 10                                                                   | [ 62 ]                                                               |
| 21/09/2013                                                           | Lubiana                                                              | Serbia                                                               | 76 - 64                                                              | Italia                                                               | EuroBasket 2013 - Finale 7º-8º posto                                 | 14                                                                   | [ 63 ]                                                               |
| 25/07/2014                                                           | Skopje                                                               | Montenegro                                                           | 84 - 86                                                              | Italia                                                               | Torneo amichevole                                                    | 6                                                                    | [ 64 ]                                                               |
| 26/07/2014                                                           | Skopje                                                               | Macedonia                                                            | 56 - 63                                                              | Italia                                                               | Torneo amichevole                                                    | 2                                                                    | [ 65 ]                                                               |
| 27/07/2014                                                           | Skopje                                                               | Polonia                                                              | 65 - 73                                                              | Italia                                                               | Torneo amichevole                                                    | 16                                                                   | [ 66 ]                                                               |
| 03/08/2014                                                           | Trieste                                                              | Italia                                                               | 74 - 71                                                              | Canada                                                               | Torneo amichevole                                                    | 12                                                                   | [ 67 ]                                                               |
| 03/08/2014                                                           | Trieste                                                              | Italia                                                               | 99 - 71                                                              | Bosnia ed Erzegovina                                                 | Torneo amichevole                                                    | 15                                                                   | [ 68 ]                                                               |
| 05/08/2014                                                           | Trieste                                                              | Italia                                                               | 80 - 71                                                              | Serbia                                                               | Torneo amichevole                                                    | 20                                                                   | [ 69 ]                                                               |
| 13/08/2014                                                           | Mosca                                                                | Russia                                                               | 63 - 65                                                              | Italia                                                               | Qual. Euro 2015                                                      | 20                                                                   | [ 70 ]                                                               |
| 17/08/2014                                                           | Cagliari                                                             | Italia                                                               | 90 - 60                                                              | Svizzera                                                             | Qual. Euro 2015                                                      | 17                                                                   | [ 71 ]                                                               |
| 24/08/2014                                                           | Cagliari                                                             | Italia                                                               | 68 - 72                                                              | Russia                                                               | Qual. Euro 2015                                                      | 23                                                                   | [ 72 ]                                                               |
| 27/08/2014                                                           | Bellinzona                                                           | Svizzera                                                             | 65 - 80                                                              | Italia                                                               | Qual. Euro 2015                                                      | 4                                                                    | [ 73 ]                                                               |
| 30/07/2015                                                           | Trento                                                               | Italia                                                               | 64 - 52                                                              | Paesi Bassi                                                          | Torneo amichevole                                                    | 9                                                                    | [ 74 ]                                                               |
| 31/07/2015                                                           | Trento                                                               | Italia                                                               | 64 - 54                                                              | Austria                                                              | Torneo amichevole                                                    | 13                                                                   | [ 75 ]                                                               |
| 01/08/2015                                                           | Trento                                                               | Italia                                                               | 68 - 69                                                              | Germania                                                             | Torneo amichevole                                                    | 14                                                                   | [ 76 ]                                                               |
| 14/08/2015                                                           | Tbilisi                                                              | Italia                                                               | 82 - 63                                                              | Lettonia                                                             | Torneo amichevole                                                    | 3                                                                    | [ 77 ]                                                               |
| 15/08/2015                                                           | Tbilisi                                                              | Italia                                                               | 85 - 61                                                              | Estonia                                                              | Torneo amichevole                                                    | 12                                                                   | [ 78 ]                                                               |
| 16/08/2015                                                           | Tbilisi                                                              | Georgia                                                              | 67 - 87                                                              | Italia                                                               | Torneo amichevole                                                    | 18                                                                   | [ 79 ]                                                               |
| 21/08/2015                                                           | Capodistria                                                          | Italia                                                               | 86 - 72                                                              | Finlandia                                                            | Torneo amichevole                                                    | 16                                                                   | [ 80 ]                                                               |
| 22/08/2015                                                           | Capodistria                                                          | Italia                                                               | 75 - 77                                                              | Ucraina                                                              | Torneo amichevole                                                    | 7                                                                    | [ 81 ]                                                               |
| 23/08/2015                                                           | Capodistria                                                          | Slovenia                                                             | 76 - 67                                                              | Italia                                                               | Torneo amichevole                                                    | 12                                                                   | [ 82 ]                                                               |
| 28/08/2015                                                           | Trieste                                                              | Italia                                                               | 91 - 90                                                              | Georgia                                                              | Torneo amichevole                                                    | 22                                                                   | [ 83 ]                                                               |
| 29/08/2015                                                           | Trieste                                                              | Italia                                                               | 90 - 69                                                              | Michigan State Spartans                                              | Torneo amichevole                                                    | 6                                                                    | [ 84 ]                                                               |
| 30/08/2015                                                           | Trieste                                                              | Italia                                                               | 68 - 63                                                              | Russia                                                               | Torneo amichevole                                                    | 2                                                                    | [ 85 ]                                                               |
| 05/09/2015                                                           | Berlino                                                              | Italia                                                               | 87 - 89                                                              | Turchia                                                              | EuroBasket 2015 - Fase a gironi                                      | 12                                                                   | [ 86 ]                                                               |
| 06/09/2015                                                           | Berlino                                                              | Italia                                                               | 71 - 64                                                              | Islanda                                                              | EuroBasket 2015 - Fase a gironi                                      | 21                                                                   | [ 87 ]                                                               |
| 08/09/2015                                                           | Berlino                                                              | Italia                                                               | 105 - 98                                                             | Spagna                                                               | EuroBasket 2015 - Fase a gironi                                      | 13                                                                   | [ 88 ]                                                               |
| 09/09/2015                                                           | Berlino                                                              | Germania                                                             | 82 - 89 dts                                                          | Italia                                                               | EuroBasket 2015 - Fase a gironi                                      | 15                                                                   | [ 89 ]                                                               |
| 10/09/2015                                                           | Berlino                                                              | Italia                                                               | 82 - 101                                                             | Serbia                                                               | EuroBasket 2015 - Fase a gironi                                      | 19                                                                   | [ 90 ]                                                               |
| 13/09/2015                                                           | Lilla                                                                | Italia                                                               | 82 - 52                                                              | Israele                                                              | EuroBasket 2015 - Ottavi                                             | 27                                                                   | [ 91 ]                                                               |
| 16/09/2015                                                           | Lilla                                                                | Italia                                                               | 85 - 95 dts                                                          | Lituania                                                             | EuroBasket 2015 - Quarti                                             | 12                                                                   | [ 92 ]                                                               |
| 17/09/2015                                                           | Lilla                                                                | Italia                                                               | 85 - 70                                                              | Rep. Ceca                                                            | EuroBasket 2015 - Gara 5º posto                                      | 15                                                                   | [ 93 ]                                                               |
| 25/06/2016                                                           | Bologna                                                              | Italia                                                               | 106 - 70                                                             | Filippine                                                            | Torneo amichevole                                                    | 8                                                                    | [ 94 ]                                                               |
| 26/06/2016                                                           | Bologna                                                              | Italia                                                               | 71 - 74                                                              | Canada                                                               | Torneo amichevole                                                    | 16                                                                   | [ 95 ]                                                               |
| 30/06/2016                                                           | Biella                                                               | Italia                                                               | 83 - 70                                                              | Porto Rico                                                           | Amichevole                                                           | 8                                                                    | [ 96 ]                                                               |
| 04/07/2016                                                           | Torino                                                               | Italia                                                               | 58 - 41                                                              | Tunisia                                                              | Qual. Olimpiadi 2016                                                 | 8                                                                    | [ 97 ]                                                               |
| 05/07/2016                                                           | Torino                                                               | Italia                                                               | 67 - 60                                                              | Croazia                                                              | Qual. Olimpiadi 2016                                                 | 3                                                                    | [ 98 ]                                                               |
| 08/07/2016                                                           | Torino                                                               | Italia                                                               | 79 - 54                                                              | Messico                                                              | Qual. Olimpiadi 2016                                                 | 4                                                                    | [ 99 ]                                                               |
| 09/07/2016                                                           | Torino                                                               | Italia                                                               | 78 - 84 dts                                                          | Croazia                                                              | Qual. Olimpiadi 2016                                                 | 6                                                                    | [ 100 ]                                                              |
| 24/11/2017                                                           | Torino                                                               | Italia                                                               | 75 - 70                                                              | Romania                                                              | Qual. Mondiali 2019                                                  | 12                                                                   | [ 101 ]                                                              |
| 26/11/2017                                                           | Zagabria                                                             | Croazia                                                              | 64 - 80                                                              | Italia                                                               | Qual. Mondiali 2019                                                  | 12                                                                   | [ 102 ]                                                              |
| 29/11/2018                                                           | Brescia                                                              | Italia                                                               | 70 - 65                                                              | Lituania                                                             | Qual. Mondiali 2019                                                  | 6                                                                    | [ 103 ]                                                              |
| 02/12/2018                                                           | Danzica                                                              | Polonia                                                              | 94 - 78                                                              | Italia                                                               | Qual. Mondiali 2019                                                  | 10                                                                   | [ 104 ]                                                              |
| 22/02/2019                                                           | Varese                                                               | Italia                                                               | 75 - 41                                                              | Ungheria                                                             | Qual. Mondiali 2019                                                  | 9                                                                    | [ 105 ]                                                              |
| 25/02/2019                                                           | Klaipėda                                                             | Lituania                                                             | 86 - 73                                                              | Italia                                                               | Qual. Mondiali 2019                                                  | 5                                                                    | [ 106 ]                                                              |
| 30/07/2019                                                           | Trento                                                               | Italia                                                               | 88 - 60                                                              | Romania                                                              | Torneo amichevole                                                    | 14                                                                   | [ 107 ]                                                              |
| 31/07/2019                                                           | Trento                                                               | Italia                                                               | 69 - 58                                                              | Costa d'Avorio                                                       | Torneo amichevole                                                    | 22                                                                   | [ 108 ]                                                              |
| 08/08/2019                                                           | Verona                                                               | Italia                                                               | 111 - 54                                                             | Senegal                                                              | Torneo amichevole                                                    | 10                                                                   | [ 109 ]                                                              |
| 09/08/2019                                                           | Verona                                                               | Italia                                                               | 70 - 72                                                              | Russia                                                               | Torneo amichevole                                                    | 13                                                                   | [ 110 ]                                                              |
| 16/08/2019                                                           | Atene                                                                | Grecia                                                               | 83 - 63                                                              | Italia                                                               | Torneo Acropolis 2019                                                | 4                                                                    | [ 111 ]                                                              |
| 17/08/2019                                                           | Atene                                                                | Italia                                                               | 64 - 96                                                              | Serbia                                                               | Torneo Acropolis 2019                                                | 11                                                                   | [ 112 ]                                                              |
| 18/08/2019                                                           | Atene                                                                | Italia                                                               | 70 - 72                                                              | Turchia                                                              | Torneo Acropolis 2019                                                | 26                                                                   | [ 113 ]                                                              |
| 25/08/2019                                                           | Shenyang                                                             | Italia                                                               | 80 - 82                                                              | Francia                                                              | Torneo amichevole                                                    | 14                                                                   | [ 114 ]                                                              |
| 26/08/2019                                                           | Anshan                                                               | Italia                                                               | 82 - 88                                                              | Nuova Zelanda                                                        | Torneo amichevole                                                    | 17                                                                   | [ 115 ]                                                              |
| 31/08/2019                                                           | Foshan                                                               | Italia                                                               | 108 - 62                                                             | Filippine                                                            | Mondiali 2019 - 1ª fase a gironi                                     | 6                                                                    | [ 116 ]                                                              |
| 02/09/2019                                                           | Foshan                                                               | Italia                                                               | 92 - 61                                                              | Angola                                                               | Mondiali 2019 - 1ª fase a gironi                                     | 6                                                                    | [ 117 ]                                                              |
| 04/09/2019                                                           | Foshan                                                               | Italia                                                               | 77 - 92                                                              | Serbia                                                               | Mondiali 2019 - 1ª fase a gironi                                     | 11                                                                   | [ 118 ]                                                              |
| 06/09/2019                                                           | Wuhan                                                                | Italia                                                               | 60 - 67                                                              | Spagna                                                               | Mondiali 2019 - 2ª fase a gironi                                     | 7                                                                    | [ 119 ]                                                              |
| 08/09/2019                                                           | Wuhan                                                                | Italia                                                               | 94 - 89 dts                                                          | Porto Rico                                                           | Mondiali 2019 - 2ª fase a gironi                                     | 0                                                                    | [ 120 ]                                                              |
| Totale                                                               |                                                                      | Presenze                                                             | 81                                                                   |                                                                      | Punti                                                                | 952                                                                  |                                                                      |

## Palmarès

### Club

#### Competizioni giovanili
- Scudetto Under-19: 1

Pallacanestro Treviso: 2011

#### Competizioni nazionali
- Campionato italiano: 2

Olimpia Milano: 2013-2014, 2015-2016
- Coppa Italia: 1

Olimpia Milano: 2016
- Supercoppa italiana: 1

Olimpia Milano: 2016
- Coppa di Grecia: 1

Panathīnaïkos: 2016-2017
- Campionato israeliano: 1

Hapoel Gerusalemme 2016-2017

### Nazionale
- Europei Under-20:

 Spagna 2011

### Individuale
- Miglior Under-22 della Serie A: 2

Olimpia Milano: 2011, 2014
- MVP Finali Serie A: 1

Olimpia Milano: 2014
- Premio Reverberi: 1

Miglior giocatore 2013-2014
- Partecipazioni all'All Star Game: 2

2011, 2012